# Xyrichtys
Xyrichtys és un gènere de peixos de la família dels làbrids i de l'ordre dels perciformes.

## Morfologia
- Presenta una forta cresta òssia a la part frontal del cap.
- El cap no presenta escates llevat d'unes poques a sota dels ulls.
- El cap i la resta del cos són fortament comprimits.[1]

## Costums
La cresta del cap els permet d'enterrar-se molt ràpidament a la sorra al mínim senyal de perill.

## Taxonomia
- Xyrichtys aneitensis (Günther, 1862)
- Xyrichtys baldwini (Jordan i Evermann, 1903)
- Xyrichtys bimaculatus (Rüppell, 1829)
- Xyrichtys blanchardi (Cadenat i Marchal, 1963)
- Xyrichtys celebicus (Bleeker, 1856)
- Xyrichtys cyanifrons (Valenciennes, 1840)
- Xyrichtys dea (Temminck i Schlegel, 1845)
- Xyrichtys evides (Jordan & Richardson, 1909)
- Xyrichtys geisha (Araga i Yoshino, 1986)
- Xyrichtys halsteadi (Randall i Lobel, 2003)
- Xyrichtys incandescens (Edwards i Lubbock, 1981)
- Xyrichtys jacksonensis (Ramsay, 1881)
- Xyrichtys javanicus (Bleeker, 1862)
- Xyrichtys koteamea (Randall & Allen, 2004)
- Xyrichtys martinicensis (Valenciennes a Cuvier i Valenciennes, 1840)
- Xyrichtys melanopus (Bleeker, 1857)
- Xyrichtys mundiceps (Gill, 1862)
- Xyrichtys niger (Steindachner, 1900)
- Xyrichtys novacula (Linnaeus, 1758)
- Xyrichtys pavo (Valenciennes, 1840(
- Xyrichtys pentadactylus (Linnaeus, 1758)
- Xyrichtys rajagopalani (Venkataramanujam, Venkataramani i Ramanathan, 1987)
- Xyrichtys sanctaehelenae (Günther, 1868)
- Xyrichtys splendens (Castelnau, 1855)
- Xyrichtys trivittatus (Randall i Cornish, 2000)[2]
- Xyrichtys twistii (Bleeker, 1856)
- Xyrichtys umbrilatus (Jenkins, 1901)
- Xyrichtys verrens (Jordan i Evermann, 1902)
- Xyrichtys victori (Wellington, 1992)[3]
- Xyrichtys virens (Valenciennes, 1840)
- Xyrichtys wellingtoni (Allen i Robertson, 1995)[4]
- Xyrichtys woodi (Jenkins, 1901)[5][6][7][8][9][10][11][12][13]